# کیرا نادی
 کیرا نادی‌ (مجاری: Kira Nagy؛ زادهٔ ۲۹ دسامبر ۱۹۷۷) یک تنیس‌باز اهل مجارستان است. 